# Alicia Cañas
Alicia Cañas Zañartu (París, 2 de agosto de 1901 - Santiago, 27 de marzo de 2002) fue una política chilena, que ejerció como alcaldesa de la comuna de Providencia, en Santiago, en dos periodos: 1935-1938 y 1941-1944.
Con su primera elección, en 1935, se convirtió en la primera mujer en desempeñarse como alcaldesa de Providencia y en una de las primeras alcaldesas en ser elegida por votación popular, tanto en Chile —después de Aída Nuño en San Felipe y Hermogénita Hermosilla en Quilleco— como en Sudamérica.

## Primeros años

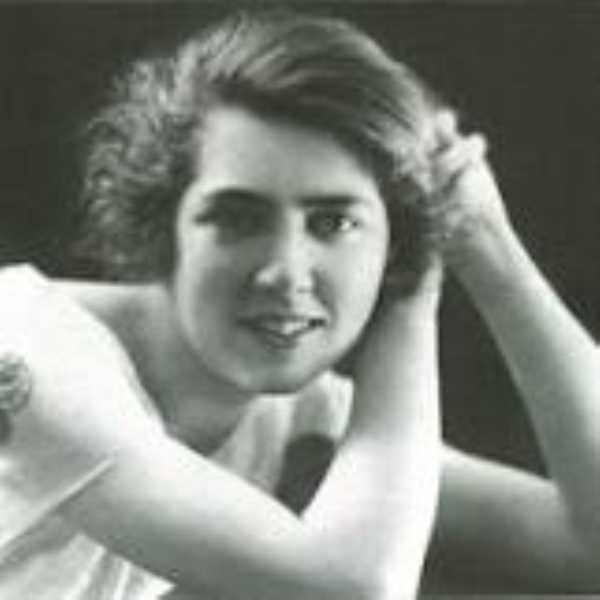
Alicia Cañas durante su juventud.

Fue hija de Rafael Cañas Ariztia y Amelia Zañartu Iñiguez, nació en París en agosto de 1900, ciudad donde vivió hasta los siete años.
Se casó con su primer marido, Arturo Sanfuentes, hijo de Juan Luis Sanfuentes con quien tuvo su primera hija, Soledad. Enviudó a los 24 años en 1925; a causa de esto regresó a su natal París, pero volvió a Chile por petición de su padre. En Chile se volvió a casar con el abogado Augusto Errázuriz, con quien tuvo cuatro hijos.
Durante su estancia en París se le conocía por ser una mujer independiente, conducía su propio auto, algo inusual para la época. Su paso por París influyó en la visión de ciudad que tenía, con grandes áreas verdes; que más tarde replicaría en Providencia. 
Era una mujer conocida en los círculos de la beneficencia, desde 1950 y por casi 50 años lideró el Hogar de Ciegos Santa Lucía, en la comuna de San Miguel, con su dedicación y esfuerzo logró generar las condiciones para consolidar y proyectar el trabajo de la Fundación. También colaboró en la creación de la 13.ª Compañía de Bomberos de la comuna, ubicada en la avenida Eliodoro Yáñez.

## Vida política
Era una mujer ajena a la política, pero debido a la proposición de los vecinos de la comuna, aceptó ser candidata a la alcaldía de Providencia.
La fecha de la elección de regidores fue el domingo 7 de abril de 1935. El conteo a mano tomó cerca de un mes y los reclamos de cohecho, votos marcados, suplantaciones y anulaciones sumaban cientos, sino miles. Recién en junio el colegio electoral tuvo los resultados: a nivel nacional votaron 63 mil mujeres, eligieron a 26 regidoras y tres obtuvieron la primera mayoría en su distrito: Aída Nuño en San Felipe, Hermogénita Hermosilla en Quilleco y Alicia Cañas en Providencia. Sin embargo, la primera mujer en asumir como alcaldesa en Chile fue Emilia Werner Richter en la comuna de Ránquil en diciembre de 1927, seguida de Lily Margaret Wallace de Duus en La Calera, que ocupó su cargo desde el 28 de agosto de 1934 tras ser designada por una Junta de Vocales nombrada por el presidente de la República Arturo Alessandri Palma.
Finalmente, el Consejo de Regidores la nominó como primera alcaldesa de Providencia en agosto de 1935; terminó convertida en la primera alcaldesa de Providencia gracias a su proyecto de transformarla en una comuna jardín.
No militaba en ninguno de los movimientos feministas ni tampoco en el Partido Conservador. Sólo había hecho discursos y asistido a programas en radio Chilena cercana a la Iglesia Católica.
Apenas pisó la alcaldía de Providencia, se puso manos a la obra para cumplir con su proyecto de rediseñar la comuna como una "Ciudad Jardín". Lleva al arquitecto alemán Óscar Prager al municipio para hacer un plan urbanístico con parques y avenidas arboladas, como los de las calles Pocuro y Los Leones. Construyó la avenida costanera Andrés Bello y el parque actual y el ensanche de la avenida Providencia. 
Inauguró su primera gran obra: el Mercado Municipal frente a la iglesia de la Divina Providencia, durante su segundo período de alcaldesa.
El mercado revolucionó la rutina de compras de sus habitantes, en sus locales interiores estaba el prestigioso negocio de abarrotes y licores de Ernesto Bertonati, las flores de Carmen Araya, la pescadería Abarca, y puestos de frutas, verduras, flores, de empanadas y otros productos.
Fue elegida por segunda vez alcaldesa de Providencia en las elecciones municipales de 1941. Luego se retiraría, asqueada de la política y, pese a muchas ofertas de diputaciones y senadurías no volvería a presentarse a una elección.

## Últimos años
Al celebrar sus 100 años de vida, en el año 2001, el alcalde Cristián Labbé le entregó una medalla en reconocimiento.
Falleció el 27 de marzo de 2002 en Santiago a los 100 años. 
En abril de 2002, la Municipalidad de Providencia renombró la plaza La Alcaldesa, ubicada en Bilbao con Los Leones, con el nombre de Alicia Cañas, en homenaje a su primera jefa comunal.